# الموشد
آلموشد (به مجاری: Álmosd) یک منطقهٔ مسکونی در مجارستان است که در ناحیه نییرادونی واقع شده‌است. آلموشد ۳۴٫۱۳ کیلومتر مربع مساحت و ۱٬۶۵۳ نفر جمعیت دارد.